# قائمة المعارك 1801-1900

## ترتيب زمني

### بحلول الحقبة
- قائمة المعارك قبل 301
- قائمة المعارك 301-1300
- قائمة المعارك 1301–1600
- قائمة المعارك 1601-1800
- قائمة المعارك 1801-1900
- قائمة المعارك 1901-2000
- قائمة معارك 2001-الوقت الحالي

## المعارك

### 1801
| معركة                        | تاريخ             | مقاتل 1                        | مقاتل 2                          | نتيجة                                          |
| ---------------------------- | ----------------- | ------------------------------ | -------------------------------- | ---------------------------------------------- |
| معركة أبو قير الثانية (1801) | 8 مارس 1801       | المملكة المتحدة                | فرنسا                            | النصر التكتيكي البريطاني                       |
| معركة مندورا                 | 13 مارس 1801      | المملكة المتحدة                | فرنسا                            | النصر التكتيكي البريطاني                       |
| معركة الإسكندرية (كانوب)     | 21 مارس 1801      | المملكة المتحدة                | فرنسا                            | انتصار بريطاني حاسم                            |
| معركة كوبنهاغن               | 2 أبريل 1801      | المملكة المتحدة                | الدنمارك-النرويج                 | النصر البريطاني غير حاسمة من الناحية التكتيكية |
| حصار فورت جوليان             | 8 _ 19 أبريل 1801 | الجمهورية الفرنسية الأولى      | المملكة المتحدة الدولة العثمانية | انتصار الأنجلو العثماني                        |
| معركة ألخيثيراس الأولى       | 6 يوليو 1801      | المملكة المتحدة                | فرنسا إسبانيا                    | النصر الفرنسي الاسباني                         |
| معركة ألخيثيراس الثانية      | 13-12 يوليو 1801  | المملكة المتحدة مملكة البرتغال | فرنسا إسبانيا                    | النصر البريطاني                                |
| معركة تشاكابوكو              | 12 فبراير 1817    | اسبانيا                        | تشيلي                            | هزيمة الاسبانية                                |